# Burghard von Oven
Burghard Franz Viktor von Oven (* 29. Juli 1861 in Ludom, Posen; † 3. Dezember 1935 in Hirschhorn (Neckar)) war ein deutscher General der Infanterie.

## Leben

### Herkunft
Oven entstammte dem niederrheinischen Adelsgeschlecht von Oven, sein Großvater Engelbert war 1840 als preußischer Konsistorialrat der erbliche preußischen Adel verliehen worden, den er nicht einlöste, da die Familie bereits adelig war (Adelsbestätigung aus 1791). Oven war der Sohn des preußischen Landrats Julius von Oven (1829–1889) und dessen Ehefrau Sophie, geborene von Bodelschwingh (1833–1868).

### Militärkarriere
Oven trat am 3. April 1881 in das Oldenburgische Infanterie-Regiment Nr. 91 der Preußischen Armee ein und avancierte bis Mitte September 1882 zum Sekondeleutnant. Am 14. Oktober 1884 schied er aus der Armee aus und wurde mit einem Patent vom 13. September 1881 im Seebataillon angestellt. Mit der Bildung des II. Seebataillons erfolgte Anfang April 1889 seine Versetzung zu diesem Verband, bevor Oven zum 24. März 1890 wieder ausschied und unter Beförderung zum Premierleutnant im 2. Badischen Grenadier-Regiment „Kaiser Wilhelm I.“ Nr. 110 wieder in der Armee angestellt wurde. Nach mehreren Kommandos zur Infanterieschießschule erfolgte am 1. April 1895 unter Beförderung zum Hauptmann eine Verwendung als Kompaniechef. Am 16. Februar 1901 zunächst zur Dienstleistung beim Kriegsministerium kommandiert, wurde Oven am 7. Juli 1901 dorthin versetzt und Ende Januar 1902 zum Major befördert.
1908 wurde er Oberstleutnant, 1910 Abteilungsleiter im Kriegsministerium und war als Oberst ab 13. September 1911 Kommandeur des 5. Hannoverschen Infanterie-Regiments Nr. 165 in Quedlinburg.
Nach Ausbruch des Ersten Weltkriegs erhielt Oven am 8. August 1914 das Kommando über die 14. Infanterie-Brigade. Mit diesem Großverband nahm er an den Kämpfen an der Westfront teil. Am 21. Februar 1915 kehrte Oven in das Kriegsministerium zurück, wo er bis 1919 Direktor der Armeeverwaltungsabteilung war.
Im September 1919 wurde Oven Kommandeur der Reichswehr-Brigade 15 und zugleich Befehlshaber im Wehrkreis III in Berlin. Wegen seiner unklaren Haltung während des Kapp-Putsches erhielt Oven am 25. Mai 1920 seinen Abschied mit Pension und am 18. Dezember 1920 den Charakter als General der Infanterie.

### Familie
Oven heiratete in erster Ehe am 3. Oktober 1892 in Heidelberg Jonkvrouw Nadine van der Hoeven (1863–1922), in zweiter Ehe in Hirschhorn Helene Andre` (1875–1961).